# Julie Gerberding
Julie Louise Gerberding (Estelline, 22 agosto 1955) è una politica e medico statunitense, specialista in malattie infettive ed ex direttrice dei Centri per la prevenzione e il controllo delle malattie.

## Biografia
Dopo aver conseguito un bachelor magna cum laude in chimica e biologia, la Gerberding completò il tirocinio e l'internato presso l'Università della California, San Francisco, dove poi ottenne una borsa di studio in farmacologia clinica e malattie infettive. Nel 1990 infine conseguì un MPH all'Università della California - Berkeley.
Nel 1998 fu direttrice di una sezione del Centro Nazionale per le Malattie Infettive, di cui poi divenne vicedirettore ad interim. In queste vesti si occupò dei cosiddetti attacchi all'antrace del 2001.
Nel 2002 il Presidente Bush le affidò l'incarico di direttrice dei Centri per la prevenzione e il controllo delle malattie. Il 21 aprile 2005 la Gerberding annunciò un nuovo assetto dei centri, motivando i cambiamenti con la necessità di adeguarsi alle minacce sanitarie del ventunesimo secolo. La riorganizzazione dei centri tuttavia causò un malcontento generale fra gli scienziati anziani e molti di loro si licenziarono.
Alla fine dell'amministrazione Bush, il neoeletto Presidente Obama decise di non riconfermare la Gerberding, che quindi rassegnò le dimissioni il 20 gennaio 2009. Attualmente dirige la divisione sul vaccino Merck e insegna medicina all'università.
Nel 2005 il Time l'ha inclusa fra i 100 innovatori dell'anno grazie alla sua capacità di modernizzare i centri per il controllo. La rivista Forbes l'ha citata più volte nella sua lista delle 100 donne più potenti del mondo: nel 2005 era dodicesima, nel 2006 ventitreesima, nel 2007 trentaduesima e nel 2008 ventiquattresima.